# 米山久 (実業家)
米山 久（よねやま ひさし、1970年11月9日 - ）は、日本の実業家。株式会社エー・ピーホールディングス創業者、同社代表取締役社長 CEO。

## 人物・来歴
東京都八王子市で生まれる。父は郵便局員で、祖父は消防署員。父からは警察官になるよう言われていたが、帝京八王子高等学校卒業後、俳優を目指して劇団スーパー・エキセントリック・シアター研究生となった。
その後、電話回線リセールの代理店に入社し、営業を担当。2001年エー・ピーカンパニー設立。居酒屋の出店などを行い、のち蓄産事業や漁業にも進出。塚田農場、四十八漁場などのブランドで業績を伸ばし、2012年東京証券取引所マザーズ上場。2013年東京証券取引所市場第一部へ市場変更。
2020年エー・ピーホールディングス代表取締役社長 CEO。同年には新型コロナウイルス感染症の世界的流行の影響で債務超過となり、自ら出資するなどして第三者割当増資により25億円の増資を行った。

## テレビ出演
- 日経スペシャル カンブリア宮殿 "漁業を営む居酒屋"現わる！ 生産者も幸せにする新・外食企業（2011年9月15日、テレビ東京）[9]

## 著書
- 『ありきたりじゃない新・外食 第1次～第3次産業といった既存の枠組みをすべて取り払った一気通貫ビジネスで躍進する外食企業創業社長の手記』（2012年2月6日、商業界）ISBN 9784785504113